# Syndicat des riziculteurs de France et filière
Le Syndicat des Riziculteurs de France et Filière (SRFF) est une organisation professionnelle française créée en 1947 dans le but de représenter et de défendre les intérêts des producteurs de riz en France, particulièrement en Camargue. Le syndicat joue un rôle dans la promotion, la protection et le développement de la filière rizicole française,,.
Depuis 2011, le syndicat est présidé par Bertrand Mazel.

## Historique
Le syndicat des riziculteurs a été créé dans le contexte de la filière rizicole en France. L'histoire de la riziculture en Camargue remonte à plusieurs siècles, mais elle a connu une expansion significative au cours de la seconde moitié du XXe siècle. Le riz français est principalement cultivé dans les régions de Camargue (Provence-Alpes-Côte d'Azur et en Languedoc-Roussillon). L'importance croissante de cette culture a conduit à la formation du syndicat pour défendre les intérêts des producteurs et promouvoir la qualité du riz français. Le syndicat est fondé en 1947 par Paul Bourouliou.
En 2000, le syndicat se voit doter de la charge d'organisme de défense et de gestion par l'Institut national de l'origine et de la qualité (INAO) dans le but de certifier le respect du cahier des charges du « Riz de Camargue IGP », allant des opérateurs riziculteurs jusqu'aux conditionneurs,,.
En 2011, près de 95% des riziculteurs camarguais adhèrent au syndicat.
En 2021, l'organisation interpelle des parlementaires provençaux et notamment gardois afin de permettre aux agriculteurs français l’utilisation de produits phytosanitaires.

## Affiliations
Le SRFF est membre à l'échelle nationale du réseau de la FNSEA et fait partie intégrante de l'Union des Producteurs riziculteurs européens qui comprend également l'organisme public italien Ente Nazionale Risi (it) et l'association interprofessionnelle portugaise Arroz Carolino das Lezírias Ribatejanas (pt),.